# Clethrionomyini
Clethrionomyini — триба лісових полівок підродини Arvicolinae. Ця триба раніше булі відомі як Myodini, але коли рід Myodes було визнано молодшим синонімом, трибу було перейменовано.